# Galeoctopus
Galeoctopus is een geslacht van inktvissen uit de familie van Octopodidae.

## Soorten
- Galeoctopus lateralis Norman, Boucher & Hochberg, 2004